# قطعنامه ۱۶۰ شورای امنیت
قطعنامه ۱۶۰ شورای امنیت سازمان ملل متحد که در تاریخ ۰۷ اکتبر ۱۹۶۰ تصویب شد، سندی بین‌المللی دربارهٔ پذیرش اعضای جدید سازمان ملل متحد: نیجریه است. این قطعنامه طی نشست ۹۰۸ام با ۱۱ موافق، ۰ مخالف و ۰ ممتنع تصویب شد.